# Prisca (keizerin)
Prisca (overleden 315) was de keizerin van Rome en de echtgenote van keizer Diocletianus. 

## Biografie
Er is niets bekend van haar familieachtergrond.
Hoewel ze een christen was of althans welwillend tegenover het christendom stond, werd ze gedwongen aan de Romeinse goden te offeren tijdens de Grote Vervolging van 303.
De gezichten van Diocletianus en zijn vrouw staan afgebeeld op de borstbeelden in de medaillons van de fries in het mausoleum van Diocletianus (tegenwoordig de Kathedraal van Split).
Toen Diocletianus zich in 305 terugtrok in Spalatum bleef Prisca met haar dochter Galeria Valeria en schoonzoon Galerius in Thessaloniki.
Toen Galerius in 311 stierf, werd Licinius belast met de verzorging van Prisca en haar dochter Valeria. De twee vrouwen vluchtten echter van Licinius naar Maximinus Daia.
Na een korte tijd weigerde Valeria het huwelijksvoorstel van Maximinus, die arresteerde haar en sloot haar op in Syrië en nam haar bezittingen in beslag.
Na de dood van Maximinus liet Licinius Priscilla en haar dochter vermoorden.